# Auguste Valckenaere (musicus)
Auguste Ciprien Valckenaere (Brugge, 30 januari 1809 – Torhout, 9 oktober 1863 was een Belgisch (koor-)dirigent en musicoloog.

## Familie
Hij was zoon van Reine De Witte en bakker Philippe Jacques Valckenaere.  Broer Joannes-Baptist Valckenaere (1810-1888) staat te boek als grondlegger van het Stedelijk Conservatorium Brugge, dan nog in de vorm van "Zang- en Toonkundige School"; hij trouwde met zangeressen Eleanor Ursule Cuvelier en Maria Albertazzi, dochter van zangeres Emma Albertazzi. Auguste zelf trouwde in 1831 met Coleta Delpace, halfzuster van koster Jacques Delpace in Torhout. Uit hun veertien kinderen volgden drie zonen in de voetsporen van hun vader: Charles Valckenaare werd koster te handzame, Jacobus Valckenaare was organist in Torhout en Aimé Valckenaere was muziekleraar en –winkelier. Joseph Valckenaere, een kleinzoon via Jacobus, trok als koster naar de Verenigde Staten. 
Hij was beroep koster, organist, winkelier en zaakwaarnemer in Torhout, waarbij hij tevens muziekles gaf aan de normaalschool aldaar. Voorts dirigeerde hij de koren "Société des chanteurs campagnards de la Vallée de Wynendaele" en "Société de musicque St-Cecile".
Hij liet een grote nalatenschap achter in de vorm van Muziekaal handboek of leerwijze der grondregels van het muziek (1845) en het vervolg Muzikaal woordenboek of duidelijke aanwijzing en verklaring van allerhande wetenswaardige kennissen, welke, in de muziek, tot grondslag kunnen strekken (eveneens 1845).Daarnaast componeerde hij ook enkele werken, waarvan niets is teruggevonden behalve een bijdrage aan Recueil de choeurs pour voix d’hommes a capella, du XIXe siecle.
- Biografisch Portaal: 82484841
- Digitale Bibliotheek voor de Nederlandse Letteren: valc010
- MusicBrainz: 5ea037b6-d97e-4f8b-9e44-5618f27bc27b